# Hussein Taher Al-Sabee

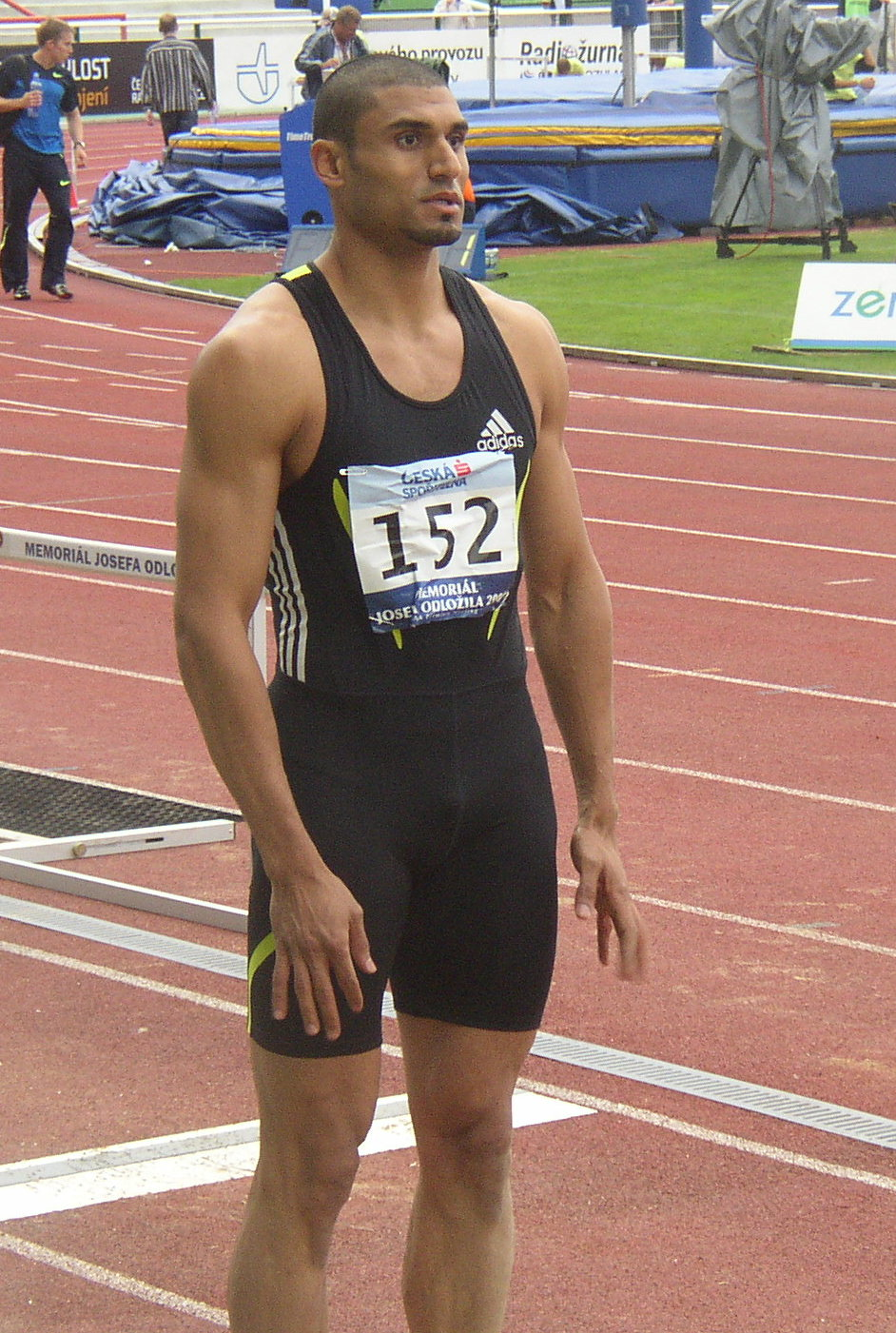
Hussein Taher Al-Sabee (2008)

Hussein Taher Al-Sabee, född den 14 november 1979, är en saudisk friidrottare som tävlar i längdhopp.
Al-Sabee har tävlat i längdhopp sedan VM 1999 i Sevilla där han slutade på 12 plats i finalen. Han deltog även i Olympiska sommarspelen 2000 där han inte lyckades kvalificera sig till finalen. 2001 var han med på VM i Edmonton där han inte heller fick en framstående placering och slutade först på tionde plats. 
Al-Sabee första större mästerskapsframgång kom vid Asiatiska mästerskapen 2002 där han vann längdhoppet på ett hopp som mäte 8,09. Året efter försvarade han sitt guld vid tävlingarna i Manila. 2003 blev han också tvåa vid IAAF World Athletics Final. Under 2004 hoppade han 8,35 vilket är hans personliga rekord i längdhopp. Efter några år utan deltagande vid större mästerskap var han tillbaka till VM 2007 i Osaka där han slutade på elfte plats i längdhoppsfinalen.
Han började utomhus säsongen 2008 med att vinna de två första Golden League tävlingarna men förlorade i den tredje till Irving Saladino och lyckades därmed inte vara med och dela på jackpotten. Han deltog även vid Olympiska sommarspelen 2008 där han slutade på elfte plats.